# Frank B. McClain
Francis Bernard „Frank“ McClain (* 14. April 1864 in Lancaster, Pennsylvania; † 11. Oktober 1925 ebenda) war ein US-amerikanischer Politiker und Vizegouverneur des Bundesstaates Pennsylvania.
Der Geschäftsmann war als Viehhändler tätig und Mitglied der Republikaner. 1895 wurde er in das Repräsentantenhaus von Pennsylvania gewählt. Er blieb Abgeordneter bis 1910, von 1907 bis 1909 hatte McClain dort das Amt des Speakers inne. Nach seiner Rückkehr nach Lancaster war er von 1910 bis 1915 Bürgermeister der Stadt. Durch die erfolgreiche Gouverneurswahl von Martin Grove Brumbaugh amtierte dessen Running Mate McClain von 1915 bis 1920 als Vizegouverneur von Pennsylvania.
Frank B. McClain starb 1925 im Alter von 61 Jahren.